# Aeroportul Alerta
Aeroportul Alerta (IATA: ALD, ICAO: SPAR) este un aeroport din Distrito de Purús⁠(d), Provincia de Purús⁠(d), Departamento de Ucayali⁠(d), Peru ce deservește zona Alerta⁠(d). A fost numit după zona deservită.
Situat la o altitudine de 244 m, aeroportul dispune de o singură pistă.